# Soko
Stéphanie Alexandra Mina Sokolinski (Bordeaux, 26 de outubro de 1986) é uma atriz e cantora francesa. Depois de alguns pequenos papéis em filmes franceses, em 2007 ela se tornou conhecida graças a suas canções divulgadas no MySpace.

## Biografia
Stéphanie Sokolinski nasceu em Bordeaux, França. Adotou o nome Soko (às vezes grafado como SoKo) desde a adolescência. Aos 16 anos, saiu de casa e mudou-se para Paris a fim de ter classes de atuação com Eva St Paul. Nesse período Soko passou por diversas escolas, porém acabava sempre abandonando os cursos. Após abandonar os estudos, começou a compor músicas e fez participações em diversos filmes.
Em 2007, lançou seu primeiro EP Not Sokute com 5 faixas com a participação do guitarrista Thomas Semence. A canção "I'll kill her" chegou a alcançar primeiro lugar nas rádios e na iTunes Store dinamarquesa, além de ter sido trilha sonora do desfile da Stella McCartney na Semana de Moda de Paris.
Em janeiro de 2009, Soko anunciou que estava deixando sua carreira musical porém em agosto do mesmo ano, ela declarou que havia "renascido" e estava, portanto, voltando com a música. Nesse ano também foi indicada ao César como atriz revelação por sua atuação em À l'origine.
Em 2010, fez uma série de shows no Brasil tocando em Recife, Salvador, Porto Alegre e São Paulo.
Seu primeiro álbum I thought I was an alien foi lançado em janeiro de 2012.

## Filmografia
- 2002: Clara cet été là - Zoé
- 2003: Ben et Thomas
- 2003: L' Escalier - Béa
- 2004: Au secours, j'ai trente ans! - Chloé
- 2006: Oh! Ma femme - Clémentine
- 2006: Mes copines - Manon
- 2006: Les Irréductibles - Lucie
- 2007: Dans les cordes - Sandra
- 2007: Ma place au soleil - Sabine
- 2007: Ma vie n'est pas une comédie romantique - Lisa
- 2009: À l'origine - Monika
- 2012: Bye Bye Blondie - Gloria
- 2012: Augustine - Augustine

## Discografia
- 2007: Not Sokute
- 2012: I Thought I Was an Alien
- 2015: My Dreams Dictate My Reality
- 2017: Desencuentro (participação)
- 2020: Feel Feelings